# DB Class 101
DB Class 101 (иные обозначения — DB-Baureihe 101) — немецкий электровоз переменного тока. Производился с 1996 по 1999 годы. Эксплуатировался как пассажирский и грузовой. С 2001 по 2002 годы в США производилась лицензионная копия локомотива под названием ALP-46. Не считая количество ALP-46, было построено 145 экземпляров DB 101.

## История появления
В начале 1990-х стало очевидно что тяжёлые и быстрые (скорость свыше 160 км/ч) поезда InterCity под такими электровозами, как DB Class 103, слишком быстро изнашиваются. Кроме того в рамках проекта DB 90 надо было создать универсальный грузопассажирский локомотив, способный развивать скорость более 200 км/ч, при этом не ломаясь через полгода.

## В культуре
- DB Class 101 присутствует в игре «Rail Simulator».